# Gradina (obwód Płowdiw)
Gradina (bułg. Градина) – wieś w południowej Bułgarii, w obwodzie Płowdiw, w gminie Pyrwomaj.
Miejscowość znajduje się 5 km od Pyrwomaju. W 1946 roku wieś zamieszkiwało 4100 ludzi.